# Robert Chevalier
Robert Chevalier, né le 14 octobre 1896 à Meudon (Seine-et-Oise) et mort le 17 mars 1971 à Mamers (Sarthe), est un homme politique français.

## Détail des fonctions et des mandats
Mandats parlementaires
- 7 novembre 1948 - 26 avril 1959 : Sénateur de la Sarthe
- 26 avril 1959 - 1er octobre 1968 : Sénateur de la Sarthe

Mandats locaux
- 1947 - 1971 : Maire de Mamers